# Pagirites
Els pagirites (en llatí: pagyritae, en grec antic Παγυρῖται) eren un poble de la Sarmàcia europea esmentat per Ptolemeu del que no se'n pot determinar el territori. El seu nom portaria la paraula gura o gora, que significa muntanya en les llengües eslaves.